# Náš dědek Josef (film)
Náš dědek Josef je československý film režiséra Antonína Kachlíka produkovaný v místním moravském nářečí z okolí Pavlova na motivy stejnojmenné knižní předlohy Jaroslava Matějky, natočený v roce 1976. Hlavní role ztvárnili Bohuš Záhorský, František Filipovský a Svatopluk Skopal.
Děj se časově odehrává v první polovině 20. století, lokalizován je jednak do nejbližšího okolí města Ivančice, které je rodištěm autora předlohy, ale i města Pelhřimov. Film osobitým způsobem vypráví o životě na moravské vinařské vesnici. Vypravěčem je vnuk "dědka" Josefa, se kterým se autor předlohy osobně ztotožňuje. Dědek Josef v současnosti (združstevňování vesnice) retrospektivně pohlíží do minulosti a srovnává poměry, které vládly tehdy s těmi současnými a optimisticky nahlíží do blízké budoucnosti.